# ADO Den Haag in het seizoen 2013/14 (mannen)
Het seizoen 2013/14 is het 109e seizoen in het bestaan van de Haagse voetbalclub ADO Den Haag. De Hagenezen nemen deel aan de Eredivisie en het toernooi om de KNVB beker. Tijdens het seizoen werd er een tussentijdse overstap van gras naar kunstgras gemaakt in het Kyocera Stadion, was er de kruisbandblessure van Kevin Jansen en het ontslag van trainer Maurice Steijn. Met Henk Fraser als nieuwe trainer ging het uiteindelijk van de laatste plaats in de Eredivisie naar de beste negen clubs.

## Selectie en staf

### Selectie 2013/14
| #    | Naam               | Land          | Positie      | Bij ADO sinds     | Contract tot | E. | Voetbal | Kreeg geel | Kreeg voor de tweede keer geel en dus rood | Weggestuurd | B. | Voetbal | Kreeg geel | Kreeg voor de tweede keer geel en dus rood | Weggestuurd | T. | Voetbal | Kreeg geel | Kreeg voor de tweede keer geel en dus rood | Weggestuurd |
| ---- | ------------------ | ------------- | ------------ | ----------------- | ------------ | -- | ------- | ---------- | ------------------------------------------ | ----------- | -- | ------- | ---------- | ------------------------------------------ | ----------- | -- | ------- | ---------- | ------------------------------------------ | ----------- |
| 1    | Gino Coutinho      | Nederland     | Doelman      | Zomer 2008        | Zomer 2014   | 28 | 0       | 3          | 0                                          | 1           | 2  | 0       | 0          | 0                                          | 0           | 30 | 0       | 3          | 0                                          | 1           |
| 3    | Vito Wormgoor      | Nederland     | Verdediger   | Zomer 2012        | Zomer 2016   | 25 | 0       | 4          | 0                                          | 0           | 1  | 1       | 0          | 0                                          | 0           | 26 | 1       | 4          | 0                                          | 0           |
| 5    | Christian Supusepa | Nederland     | Verdediger   | Zomer 2010        | Zomer 2014   | 10 | 0       | 1          | 0                                          | 0           | 1  | 0       | 0          | 0                                          | 0           | 11 | 0       | 1          | 0                                          | 0           |
| 6    | Danny Holla        | Nederland     | Middenvelder | Zomer 2012        | Zomer 2014   | 26 | 3       | 6          | 0                                          | 0           | 2  | 0       | 1          | 0                                          | 0           | 28 | 3       | 7          | 0                                          | 0           |
| 7    | Kevin Jansen       | Nederland     | Middenvelder | Zomer 2012        | Zomer 2015   | 3  | 0       | 0          | 0                                          | 0           | 0  | 0       | 0          | 0                                          | 0           | 3  | 0       | 0          | 0                                          | 0           |
| 8    | Aaron Meijers      | Nederland     | Middenvelder | Zomer 2012        | Zomer 2016   | 34 | 1       | 3          | 0                                          | 0           | 2  | 0       | 1          | 0                                          | 0           | 36 | 1       | 4          | 0                                          | 0           |
| 2    | Dion Malone        | Nederland     | Verdediger   | Zomer 2012        | Zomer 2015   | 32 | 1       | 5          | 1                                          | 0           | 2  | 0       | 1          | 0                                          | 0           | 34 | 1       | 6          | 1                                          | 0           |
| 4    | Tom Beugelsdijk    | Nederland     | Verdediger   | Zomer 2010        | Zomer 2014   | 30 | 4       | 11         | 0                                          | 0           | 2  | 0       | 1          | 0                                          | 0           | 32 | 4       | 12         | 0                                          | 0           |
| 9    | Mike van Duinen    | Nederland     | Aanvaller    | Zomer 2010        | Zomer 2016   | 33 | 8       | 5          | 0                                          | 0           | 2  | 2       | 0          | 0                                          | 0           | 35 | 10      | 5          | 0                                          | 0           |
| ..19 | Rydell Poepon      | Nederland     | Aanvaller    | Zomer 2012        | Zomer 2015   | 0  | 0       | 0          | 0                                          | 0           | 0  | 0       | 0          | 0                                          | 0           | 0  | 0       | 0          | 0                                          | 0           |
| 22   | Robert Zwinkels    | Nederland     | Doelman      | Zomer 2005        | Zomer 2014   | 6  | 0       | 0          | 0                                          | 0           | 0  | 0       | 0          | 0                                          | 0           | 6  | 0       | 0          | 0                                          | 0           |
| ..23 | Giovanni Korte     | Nederland     | Aanvaller    | Zomer 2011        | Zomer 2014   | 0  | 0       | 0          | 0                                          | 0           | 0  | 0       | 0          | 0                                          | 0           | 0  | 0       | 0          | 0                                          | 0           |
| 24   | Martijn de Zwart   | Nederland     | Doelman      | Zomer 2011        | Zomer 2014   | 3  | 0       | 0          | 0                                          | 0           | 0  | 0       | 0          | 0                                          | 0           | 3  | 0       | 0          | 0                                          | 0           |
| 17   | Danny Bakker       | Nederland     | Middenvelder | Winter 2012/13(*) | Zomer 2015   | 23 | 3       | 3          | 0                                          | 0           | 1  | 0       | 0          | 0                                          | 0           | 24 | 3       | 3          | 0                                          | 0           |
| 13   | Bas Meeuwissen     | Nederland     | Doelman      | Winter 2012/13(*) | Zomer 2014   | 0  | 0       | 0          | 0                                          | 0           | 0  | 0       | 0          | 0                                          | 0           | 0  | 0       | 0          | 0                                          | 0           |
| 18   | Papito Merencia    | Ned. Antillen | Middenvelder | Winter 2012/13(*) | Zomer 2015   | 2  | 0       | 0          | 0                                          | 0           | 0  | 0       | 0          | 0                                          | 0           | 2  | 0       | 0          | 0                                          | 0           |
| 29   | Michiel Kramer     | Nederland     | Aanvaller    | Zomer 2013        | Zomer 2016   | 26 | 7       | 5          | 0                                          | 0           | 2  | 0       | 1          | 0                                          | 0           | 28 | 7       | 6          | 0                                          | 0           |
| 20   | Robin Buwalda      | Nederland     | Verdediger   | Winter 2011/12(*) | Zomer 2016   | 1  | 0       | 0          | 0                                          | 0           | 0  | 0       | 0          | 0                                          | 0           | 1  | 0       | 0          | 0                                          | 0           |
| 25   | Mitchell de Vlugt  | Nederland     | Middenvelder | Zomer 2013        | Zomer 2014   | 0  | 0       | 0          | 0                                          | 0           | 0  | 0       | 0          | 0                                          | 0           | 0  | 0       | 0          | 0                                          | 0           |
| 14   | Malcolm Esajas     | Nederland     | Aanvaller    | Zomer 2013        | Zomer 2015   | 2  | 0       | 0          | 0                                          | 0           | 0  | 0       | 0          | 0                                          | 0           | 2  | 0       | 0          | 0                                          | 0           |
| 21   | Ricky van Haaren   | Nederland     | Middenvelder | Zomer 2013        | Zomer 2015   | 27 | 1       | 3          | 0                                          | 0           | 0  | 0       | 0          | 0                                          | 0           | 27 | 1       | 3          | 0                                          | 0           |
| 11   | Ninos Gouriye      | Nederland     | Aanvaller    | Zomer 2013        | Zomer 2015   | 15 | 1       | 1          | 0                                          | 0           | 2  | 0       | 0          | 0                                          | 0           | 17 | 1       | 1          | 0                                          | 0           |
| 26   | Mike Tros          | Nederland     | Middenvelder | Zomer 2013        | Zomer 2014   | 0  | 0       | 0          | 0                                          | 0           | 0  | 0       | 0          | 0                                          | 0           | 0  | 0       | 0          | 0                                          | 0           |
| 19   | Mitchell Schet     | Nederland     | Aanvaller    | Zomer 2013        | Zomer 2015   | 23 | 2       | 4          | 0                                          | 0           | 0  | 0       | 0          | 0                                          | 0           | 23 | 2       | 4          | 0                                          | 0           |
| 31   | Jerson Cabral      | Nederland     | Aanvaller    | Zomer 2013        | Zomer 2014   | 14 | 0       | 1          | 0                                          | 0           | 2  | 0       | 0          | 0                                          | 0           | 16 | 0       | 1          | 0                                          | 0           |
| 45   | Cătălin Țîră       | Roemenië      | Aanvaller    | Zomer 2013        | Zomer 2015   | 1  | 0       | 1          | 0                                          | 0           | 1  | 0       | 0          | 0                                          | 0           | 2  | 0       | 1          | 0                                          | 0           |
| 28   | Gervane Kastaneer  | Nederland     | Aanvaller    | Zomer 2013        | Zomer 2015   | 0  | 0       | 0          | 0                                          | 0           | 0  | 0       | 0          | 0                                          | 0           | 0  | 0       | 0          | 0                                          | 0           |
| 51   | Gianni Zuiverloon  | Nederland     | Verdediger   | Zomer 2013        | Zomer 2016   | 26 | 0       | 4          | 0                                          | 0           | 1  | 0       | 0          | 0                                          | 0           | 27 | 0       | 4          | 0                                          | 0           |
| 10   | Mathias Gehrt      | Denemarken    | Middenvelder | Zomer 2013        | Zomer 2015   | 23 | 5       | 3          | 0                                          | 0           | 2  | 1       | 0          | 0                                          | 0           | 25 | 6       | 3          | 0                                          | 0           |
| 23   | Roland Alberg      | Nederland     | Middenvelder | Zomer 2013        | Zomer 2016   | 26 | 7       | 5          | 0                                          | 0           | 2  | 0       | 1          | 0                                          | 0           | 28 | 7       | 6          | 0                                          | 0           |
| 15   | Wilfried Kanon     | Ivoorkust     | Verdediger   | Zomer 2013        | Zomer 2015   | 9  | 0       | 0          | 0                                          | 0           | 0  | 0       | 0          | 0                                          | 0           | 9  | 0       | 0          | 0                                          | 0           |
| 30   | Yanic Wildschut    | Nederland     | Aanvaller    | Winter 2013/14    | Zomer 2014   | 7  | 0       | 0          | 0                                          | 0           | 0  | 0       | 0          | 0                                          | 0           | 7  | 0       | 0          | 0                                          | 0           |

(*) → Speler zat al eerder bij selectie; pas dit seizoen definitief doorgestroomd naar eerste elftal.

.. → Speler is tijdens seizoen verhuurd/verkocht.

### Transfers
Zomerstop 2013: aangetrokken:
- Roland Alberg → Elazığspor
- Danny Bakker → eigen jeugd (definitief)
- Robin Buwalda → eigen jeugd (definitief)
- Jerson Cabral → FC Twente (gehuurd)
- Malcolm Esajas → MVV Maastricht
- Mathias Gehrt → Brondby IF
- Ninos Gouriye → Heracles Almelo
- Ricky van Haaren → VVV-Venlo
- Wilfried Kanon → Corona Brasov
- Gervane Kastaneer → FC Dordrecht
- Michiel Kramer → FC Volendam
- Bas Meeuwissen → eigen jeugd (definitief)
- Papito Merencia → eigen jeugd (definitief)
- Mitchell Schet → FC Groningen
- Cătălin Țîră → Lazio Roma
- Mike Tros → eigen jeugd (definitief)
- Mitchell de Vlugt → eigen jeugd (definitief)
- Gianni Zuiverloon → Real Mallorca (was verhuurd aan SC Heerenveen)

Zomerstop 2013: vertrokken:
- Ahmed Ammi → KFC Uerdingen 05 (was verhuurd aan VVV-Venlo)
- Tom Broekhuizen → FC Lisse
- Tjaronn Chery → FC Groningen (verhuurd met verplichting tot koop)
- Stanley Elbers → Helmond Sport
- Roderick Gielisse → Sparta Rotterdam (was verhuurd aan FC Dordrecht)
- Gábor Horváth → Paksi SE
- Santi Kolk → gestopt
- Dico Koppers → FC Twente (was gehuurd van Ajax)
- Giovanni Korte → FC Dordrecht (verhuurd)
- Ramon Leeuwin → SC Cambuur
- Paul Mulders → Chiangrai United
- Kenneth Omeruo → Chelsea F.C. (was gehuurd)
- Rydell Poepon → NAC Breda (verhuurd)
- Aleksandar Radosavljevič → Olimpija Ljubljana (was verhuurd aan VVV-Venlo)
- Kevin Tano → Antwerp FC (was verhuurd aan FC Dordrecht)
- Adil Tihouna → PEC Zwolle
- Charlton Vicento → PAS Giannina
- Kevin Visser → Helmond Sport
- Wouter de Vogel → FC Den Bosch (was eerder verhuurd)

Winter 2013/14: aangetrokken:
- Yanic Wildschut → SC Heerenveen (gehuurd)

Winter 2013/14: vertrokken:

### Technische staf
| Naam               | Functie                 | Opmerking |
| ------------------ | ----------------------- | --- |
| Henk Fraser        | Hoofdtrainer (interim)  | Op 5 februari 2014 werd Maurice Steijn ontslagen als hoofdtrainer. Hij werd opgevolgd door zijn assistent Henk Fraser.     |
| Ekrem Kahya        | Assistent-trainer       | |
| Rob Meppelink      | Hoofd opleidingen       | Tot 1 januari 2014 was Wilfred van Leeuwen hoofd opleidingen. Op 14 maart werd Rob Meppelink aangesteld als zijn opvolger. |
| Joop Hiele         | Keeperstrainer          | |
| Rick Hoogendorp    | Spitsentrainer          | |
| Dino Nunes         | Verzorger               | |
| André van Es       | Materiaalman            | |
| Rob Ravestein      | Logistics               | |
| Nol Hornix         | Loop- en hersteltrainer | |
| Jillis Zevenbergen | Teammanager             | |
| Edwin Coret        | Fysiotherapeut          | |
| Ed Beeftink        | Clubarts                | |
| Philip Nijgh       | Spelersbegeleider       | |

## Statistieken ADO Den Haag in het seizoen 2013/14

### Clubtopscorers 2013/14
| #   | Naam                        | Doelpunten | Doelpunten | Doelpunten | Assists    | Assists    | Assists |
| #   | Naam                        | Eredivisie | KNVB Beker | Totaal     | Eredivisie | KNVB Beker | Totaal  |
| --- | --------------------------- | ---------- | ---------- | ---------- | ---------- | ---------- | ------- |
| 1.  | Mike van Duinen             | 8          | 2          | 10         | 2          | 1          | 3       |
| 2.  | Michiel Kramer              | 7          | 0          | 7          | 4          | 0          | 4       |
| 3.  | Roland Alberg               | 7          | 0          | 7          | 3          | 0          | 3       |
| 4.  | Mathias Gehrt               | 5          | 1          | 6          | 3          | 0          | 3       |
| 5.  | Tom Beugelsdijk             | 4          | 0          | 4          | 3          | 0          | 3       |
| 6.  | Danny Holla                 | 3          | 0          | 3          | 3          | 0          | 3       |
| 7.  | Danny Bakker                | 3          | 0          | 3          | 0          | 0          | 0       |
| 8.  | Mitchell Schet              | 2          | 0          | 2          | 1          | 0          | 1       |
| 9.  | Dion Malone                 | 1          | 0          | 1          | 5          | 0          | 5       |
| 10. | Aaron Meijers               | 1          | 0          | 1          | 4          | 0          | 4       |
| 11. | Ricky van Haaren            | 1          | 0          | 1          | 2          | 0          | 2       |
| 12. | Ninos Gouriye               | 1          | 0          | 1          | 1          | 0          | 1       |
| 13. | Vito Wormgoor               | 0          | 1          | 1          | 0          | 0          | 0       |
| 14. | Jerson Cabral               | 0          | 0          | 0          | 0          | 1          | 1       |
| 15. | eigen doelpunt tegenstander | 2          | 0          | 2          | -          | -          | -       |

### Doelmannen 2013/14
| #  | Naam             | Eredivisie             | Eredivisie       | Eredivisie      | Eredivisie            | KNVB Beker             | KNVB Beker       | KNVB Beker      | KNVB Beker            |
| #  | Naam             | Wedstrijden (precies*) | Doelpunten tegen | De nul gehouden | Strafschoppen gestopt | Wedstrijden (precies*) | Doelpunten tegen | De nul gehouden | Strafschoppen gestopt |
| -- | ---------------- | ---------------------- | ---------------- | --------------- | --------------------- | ---------------------- | ---------------- | --------------- | --------------------- |
| 1. | Gino Coutinho    | 28 (26,12)             | 46               | 2×              | 1/1                   | 2 (2)                  | 2                | 1×              | 0/0                   |
| 2. | Robert Zwinkels  | 6 (6)                  | 8                | 1×              | 1/1                   | 0 (0)                  | 0                | 0×              | 0/0                   |
| 3. | Martijn de Zwart | 3 (1,88)               | 9                | 0×              | 0/2                   | 0 (0)                  | 0                | 0×              | 0/0                   |
| 4. | Bas Meeuwissen   | 0 (0)                  | 0                | 0×              | 0/0                   | 0 (0)                  | 0                | 0×              | 0/0                   |

(*) = Het aantal gespeelde minuten / 90 minuten

### Eindstand ADO Den Haag in Nederlandse Eredivisie 2013/14
| Stand | Gespeeld | Gewonnen | Gelijk | Verloren | Punten | Doelpunten voor | Doelpunten tegen | Gele kaarten | 2× Geel > Rood | Rode kaarten |
| ----- | -------- | -------- | ------ | -------- | ------ | --------------- | ---------------- | ------------ | -------------- | ------------ |
| 9e    | 34       | 12       | 7      | 15       | 43     | 45              | 64               | 68           | 1              | 1            |

### Stand, punten en doelpunten per speelronde 2013/14
| Speelronde              | 1              | 2              | 3              | 4              | 5              | 7¹             | 8¹             | 6¹             | 10¹            | 11¹            | 12¹            | 13¹            | 14¹            | 15¹            | 9¹             | 16             | 17             | 18             | 19             | 20             | 21             | 22             | 23          | 24          | 25          | 26          | 27          | 28          | 30¹         | 29¹         | 31          | 32          | 33          | 34          |
| ----------------------- | -------------- | -------------- | -------------- | -------------- | -------------- | -------------- | -------------- | -------------- | -------------- | -------------- | -------------- | -------------- | -------------- | -------------- | -------------- | -------------- | -------------- | -------------- | -------------- | -------------- | -------------- | -------------- | ----------- | ----------- | ----------- | ----------- | ----------- | ----------- | ----------- | ----------- | ----------- | ----------- | ----------- | ----------- |
| Trainer                 | Maurice Steijn | Maurice Steijn | Maurice Steijn | Maurice Steijn | Maurice Steijn | Maurice Steijn | Maurice Steijn | Maurice Steijn | Maurice Steijn | Maurice Steijn | Maurice Steijn | Maurice Steijn | Maurice Steijn | Maurice Steijn | Maurice Steijn | Maurice Steijn | Maurice Steijn | Maurice Steijn | Maurice Steijn | Maurice Steijn | Maurice Steijn | Maurice Steijn | Henk Fraser | Henk Fraser | Henk Fraser | Henk Fraser | Henk Fraser | Henk Fraser | Henk Fraser | Henk Fraser | Henk Fraser | Henk Fraser | Henk Fraser | Henk Fraser |
| Punten per speelronde   | 0              | 0              | 3              | 0              | 0              | 1              | 0              | 3              | 0              | 3              | 0              | 3              | 0              | 0              | 1              | 3              | 0              | 0              | 0              | 3              | 0              | 0              | 1           | 3           | 3           | 1           | 1           | 3           | 1           | 1           | 3           | 0           | 3           | 3           |
| Punten na speelronde    | 0              | 0              | 3              | 3              | 3              | 4              | 4              | 7              | 7              | 10             | 10             | 13             | 13             | 13             | 14             | 17             | 17             | 17             | 17             | 20             | 20             | 20             | 21          | 24          | 27          | 28          | 29          | 32          | 33          | 34          | 37          | 37          | 40          | 43          |
| Stand na speelronde     | 13e            | 15e            | 13e            | 16e            | 16e            | 17e            | 17e            | 16e            | 16e            | 16e            | 16e            | 15e            | 16e            | 16e            | 16e            | 15e            | 16e            | 16e            | 18e            | 16e            | 18e            | 18e            | 18e         | 17e         | 15e         | 15e         | 15e         | 13e         | 13e         | 15e         | 10e         | 12e         | 9e          | 9e          |
| Goals per speelronde    | 2              | 1              | 2              | 0              | 0              | 1              | 2              | 2              | 1              | 3              | 0              | 3              | 0              | 0              | 1              | 2              | 1              | 0              | 1              | 3              | 0              | 0              | 0           | 1           | 3           | 1           | 1           | 2           | 1           | 1           | 4           | 2           | 2           | 2           |
| Goals na speelronde     | 2              | 3              | 5              | 5              | 5              | 6              | 8              | 10             | 11             | 14             | 14             | 17             | 17             | 17             | 18             | 20             | 21             | 21             | 22             | 25             | 25             | 25             | 25          | 26          | 29          | 30          | 31          | 33          | 34          | 35          | 39          | 41          | 43          | 45          |
| Doelsaldo na speelronde | −1             | −2             | −1             | −5             | −6             | −6             | −8             | −7             | −12            | −11            | −13            | −10            | −13            | −17            | −17            | −16            | −17            | −19            | −21            | −20            | −23            | −26            | −26         | −25         | −24         | −24         | −24         | −23         | −23         | −23         | −20         | −21         | −20         | −19         |

¹ = De wedstrijd ADO-Vitesse werd pas op 2 oktober gespeeld in plaats van 14 september. De wedstrijd ADO-SC Heerenveen werd pas op 4 december gespeeld in plaats van 5 oktober. Bij beide wedstrijden werd het veld van ADO Den Haag afgekeurd. De wedstrijd FC Twente-ADO werd verplaatst door de nucleaire top in Den Haag. Hierdoor waren er niet genoeg politieagenten beschikbaar en werd de wedstrijd verplaatst van zaterdag 22 maart naar woensdag 4 april.

### Thuis/uit-verhouding 2013/14
| Tegenstander | AFC Ajax | AZ    | SC Cambuur | Feyenoord | Go Ahead Eagles | FC Groningen | SC Heerenveen | Heracles Almelo | NAC Breda | NEC Nijmegen | PEC Zwolle | PSV   | RKC Waalwijk | Roda JC Kerkrade | FC Twente | FC Utrecht | Vitesse | Punten totaal |
| ------------ | -------- | ----- | ---------- | --------- | --------------- | ------------ | ------------- | --------------- | --------- | ------------ | ---------- | ----- | ------------ | ---------------- | --------- | ---------- | ------- | ------------- |
| ADO thuis    | 0 - 4    | 2 - 1 | 3 - 0      | 3 - 2     | 3 - 2           | 2 - 1        | 1 - 1         | 0 - 3           | 1 - 1     | 1 - 1        | 1 - 1      | 2 - 3 | 1 - 2        | 0 - 4            | 3 - 2     | 4 - 1      | 2 - 1   | 28            |
| ADO uit      | 3 - 2    | 2 - 0 | 1 - 2      | 4 - 2     | 2 - 1           | 1 - 2        | 3 - 0         | 1 - 0           | 1 - 2     | 3 - 1        | 6 - 1      | 2 - 0 | 1 - 1        | 0 - 1            | 1 - 1     | 3 - 0      | 0 - 0   | 15            |
| Punten       | 0        | 3     | 6          | 3         | 3               | 6            | 1             | 0               | 4         | 1            | 1          | 0     | 1            | 3                | 4         | 3          | 4       | 43            |

## Uitslagen

### Oefenwedstrijden
| 1e oefenwedstrijd | HVV Laakkwartier | 0 - 10 (0 - 5)                                               | ADO Den Haag | Selectie ADO Den Haag: |
| za. 29 juni 2013 Aanvangstijd: 17:00 uur Plaats: Den Haag Sportcomplex Jan van Beersstraat (HVV Laakkwartier) Toeschouwers: 1511 Scheidsrechter: Van Loenen |                  | 0 - 1 0 - 2 0 - 3 0 - 4 0 - 5 0 - 6 0 - 7 0 - 8 0 - 9 0 - 10 | 5' Kramer 8' Esajas (Holla) 33' Kramer 34' Korte (Esajas) 39' Merencia (Supusepa) 56' Tros (Supusepa) 59' Poepon (Meijers) 80' Van Haaren (Poepon) 82' Țîră (Meijers) 84' Poepon (De Vlugt) | OPSTELLING 1e HELFT: Coutinho - Malone, Wormgoor, Bakker, Supusepa - Jansen, Holla, Merencia - Korte, Kramer, Esajas OPSTELLING 2e HELFT: De Zwart - Fecunda, Buwalda, Beugelsdijk, Supusepa - De Vlugt, Van Haaren, Meijers - Tros, Poepon, Țîră |
| |                  |                                                              | | |

Afwezig: Chery, Zwinkels (blessure)
| 2e oefenwedstrijd | ADO Den Haag    | 0 - 1 (0 - 0) | Cercle Brugge           | Selectie ADO Den Haag: | Selectie Cercle Brugge (T: Lorenzo Staelens): |
| za. 6 juli 2013 Aanvangstijd: 14:30 uur Plaats: Den Haag Sportcomplex Jan van Beersstraat (HVV Laakkwartier) Toeschouwers: 1.200 Scheidsrechter: Makkelie | 71' Beugelsdijk | 0 - 1         | 89' Van Roose (penalty) | OPSTELLING 1e HELFT: Coutinho - Fecunda, Wormgoor, Bakker, Meijers - Merencia, Holla, Chery - Malcolm Esajas, Kramer, Țîră WISSEL: 46' De Zwart Coutinho OPSTELLING na 60 minuten: De Zwart - Malone, Buwalda, Beugelsdijk, Supusepa - Jansen, Van Haaren, De Vlugt - Tros, Kolk, Țîră WISSEL: 73' Omeruo Țîră | OPSTELLING 1e HELFT: Verbist - Mertens, Vidarsson, Smolders, Cornelis, Kabananga, Boi, Van Eenoo, Wils, D'Haene, Van Acker OPSTELLING na 60 minuten: Coppens, Hendrickx, Goddeeris, Dewaele, Van Roose, Ameye, Debaene, Staelens, Naudts, Mestdagh, Buyl |
| |                 |               |                         | | |

Afwezig: Zwinkels (blessure)

Opmerkelijk: Santi Kolk hield zijn conditie op peil tijdens deze oefenwedstrijd. Ook werd Lucky Omeruo, de broer van oud-ADO-speler Kenneth Omeruo, bekeken.
- Woensdag 10 juli 19.00 uur ADO Den Haag - FC Oss bij Laakkwartier.
- Zaterdag 13 juli 12.30 uur ADO Den Haag - Swansea City in het Kyocera Stadion.
- Dinsdag 16 juli 19.00 uur ADO Den Haag - FC Dordrecht bij Laakkwartier.
- Zaterdag 20 juli 14.30 uur ADO Den Haag - SBV Excelsior bij Laakkwartier.

### KNVB Beker
| Tweede Ronde | GVVV              | 0 - 3 (0 - 0)     | ADO Den Haag                                                  | Selectie ADO Den Haag: | Selectie GVVV: |
| di. 24 september 2013 Aanvangstijd: 20:00 uur Plaats: Veenendaal Sportpark Panhuis Toeschouwers: 2.250 Scheidsrechter: R. Martens | Oost 32' Oost 81' | 0 - 1 0 - 2 0 - 3 | 40' Malone 62' Wormgoor 79' Gehrt (Van Duinen) 83' Van Duinen | BASISOPSTELLING: Coutinho - Zuiverloon, Wormgoor, Beugelsdijk, Meijers - Malone, Holla , Gehrt - Alberg, Van Duinen, Cabral RESERVEBANK: De Zwart, Supusepa, Buwalda, Bakker, Gouriye, Kramer, Esajas WISSELS: 63' Kramer Holla 74' Supusepa Alberg 84' Gouriye Van Duinen | BASISOPSTELLING: Jansen - Oost, Van der Valk, Hofman, Den Hartog - Van Meegdenburg, Brouwer, Bonke - Bottenheft, Terschegget, Grot RESERVEBANK: Willemse, Raho, Adnane, Van der Horst, Van Eck, Van Hoof, Van der Eerden WISSELS: 55' Adnane Bottenheft 79' Van der Eerden Van der Valk |
| |                   |                   |                                                               | | |

Afwezig: Van Haaren, Jansen, Schet, Zwinkels (blessure), Kanon (niet speelgerechtigd)
| Derde Ronde | MVV Maastricht                                            | 2 - 1 (2 - 0)     | ADO Den Haag                                                                       | Selectie ADO Den Haag: | Selectie MVV Maastricht: (T: Tiny Ruijs) |
| di. 29 oktober 2013 Aanvangstijd: 19:00 uur Plaats: Maastricht De Geusselt Toeschouwers: 4.770 Scheidsrechter: Nijhuis Verslag FCUpdate | Geenen 37' Geenen 43' Braken 46' Verdellen 80' Castro 90' | 1 - 0 2 - 0 2 - 1 | 7' Alberg 26' Kramer 63' Van Duinen (Cabral) 76' Holla 89' Meijers 90' Beugelsdijk | BASISOPSTELLING: Coutinho - Malone, Beugelsdijk, Bakker, Meijers - Holla , Gehrt, Alberg - Gouriye, Kramer, Van Duinen RESERVEBANK: De Zwart, Supusepa, Buwalda, Merencia, Van Haaren, Cabral, Esajas WISSELS: 46' Cabral Gouriye 63' Țîră Alberg | BASISOPSTELLING: Castro - Kuipers, Geenen, Verdellen, Smeets - Sema, Ospitalieri, Van Hyfte - Braken, Secerovic, Maria RESERVEBANK: Derix, Gillis, Stankov, Rutjes, Moustafa, Schreurs, La Rosa WISSELS: 58' La Rosa Maria 69' Rutjes Smeets 85' Stankov Sema |
| |                                                           |                   |                                                                                    | | |

Afwezig: Van Haaren, Jansen, Schet, Wormgoor, Zuiverloon, Zwinkels (blessure), Kanon (niet speelgerechtigd)

Opmerkelijk: De wedstrijd tegen MVV was de negende uitwedstrijd in het KNVB Beker-toernooi op rij.

### Eredivisie

#### Augustus
| 1e speelronde | ADO Den Haag                                                                                | 2 - 3 (1 - 3)                 | PSV                                                                                | Selectie ADO Den Haag: (Trainer: Maurice Steijn) | Selectie PSV: (Trainer: Phillip Cocu) |
| za. 3 augustus 2013 Aanvangstijd: 18:45 uur Plaats: Den Haag Kyocera Stadion Toeschouwers: 13.120 Scheidsrechter: Nijhuis Verslag | Malone 7' Beugelsdijk 17' Van Haaren 34' Holla (Gouriye) 44' Van Duinen (Beugelsdijk) 90+4' | 0 - 1 0 - 2 0 - 3 1 - 3 2 - 3 | 12' Wijnaldum (Schaars) 27' Holla (eigen doelpunt) 29' Maher 33' Willems (Schaars) | BASISOPSTELLING: Coutinho - Malone, Wormgoor, Beugelsdijk, Meijers - Jansen, Holla , Van Haaren - Gouriye, Van Duinen, Cabral RESERVEBANK: De Zwart, Supusepa, Buwalda, Merencia, Schet, Kramer, Esajas WISSELS: 46' Schet Gouriye 65' Supusepa Malone 79' Kramer Cabral | BASISOPSTELLING: Zoet - Arias, Bruma, Rekik, Willems - Wijnaldum , Schaars, Maher - Bakkali, Locadia, Depay RESERVEBANK: Tytoń, Brenet, Marcelo, Hiljemark, Toivonen, Jozefzoon, Matavž WISSELS: 74' Hiljemark Maher 76' Jozefzoon Bakkali 87' Toivonen Depay |
| |                                                                                             |                               |                                                                                    | | |

Afwezig: Zwinkels (blessure), Țîră (niet speelgerechtigd)

Opmerkelijk: Jerson Cabral, Ninos Gouriye, Ricky van Haaren, Michiel Kramer en Mitchell Schet maakten hun ADO-debuut.
| 2e speelronde | Go Ahead Eagles                             | 2 - 1 (1 - 1)     | ADO Den Haag                              | Selectie ADO Den Haag: | Selectie Go Ahead Eagles: (T: Foeke Booy) |
| za. 10 augustus 2013 Aanvangstijd: 19:45 uur Plaats: Deventer Adelaarshorst Toeschouwers: 6.855 Scheidsrechter: Van Boekel Verslag | Schenk 21' Amevor 72' Kolder (Overgoor) 81' | 1 - 0 1 - 1 2 - 1 | 23' Beugelsdijk 37' Van Duinen 75' Cabral | BASISOPSTELLING: Coutinho - Malone, Wormgoor, Beugelsdijk, Meijers - Jansen, Holla , Van Haaren - Gouriye, Van Duinen, Cabral RESERVEBANK: De Zwart, Supusepa, Buwalda, Merencia, Schet, Kramer, Esajas WISSELS: 66' Schet Gouriye 83' Kramer Beugelsdijk 85' Supusepa Van Haaren | BASISOPSTELLING: Room - Amevor, Vriends, Van der Linden, Schenk - Türüç, Overgoor, Lambooij - Antonia, Kolder , Houtkoop RESERVEBANK: Cummins, Schmidt, Schroyen, Rijsdijk, Pot, Philips, Kavak WISSELS: 63' Rijsdijk Lambooij 90+1' Pot Türüç |
| |                                             |                   |                                           | | |

Afwezig: Zwinkels (blessure), Țîră (niet speelgerechtigd)
| 3e speelronde | NAC Breda                                   | 1 - 2 (0 - 0)     | ADO Den Haag                                                                                     | Selectie ADO Den Haag: | Selectie NAC Breda: (T: Nebojša Gudelj) |
| zo. 18 augustus 2013 Aanvangstijd: 14:30 uur Plaats: Breda Rat Verlegh Stadion Toeschouwers: 17.000 Scheidsrechter: Gözübüyük Verslag | Hooi 32' Schalk (strafschop) 85' Swerts 88' | 0 - 1 1 - 1 1 - 2 | 52' Van Haaren 68' Beugelsdijk 76' Meijers (Van Haaren) 84' Coutinho 86' Van Duinen 90+3' Kramer | BASISOPSTELLING: Coutinho - Malone, Wormgoor, Beugelsdijk, Meijers - Jansen, Holla , Van Haaren - Gouriye, Van Duinen, Cabral RESERVEBANK: De Zwart, Supusepa, Buwalda, Bakker, Schet, Kramer, Esajas WISSELS: 27' Supusepa Jansen 66' Schet Gouriye 89' Kramer Cabral | BASISOPSTELLING: Ten Rouwelaar - Swerts, Drost, Kwakman, Van der Weg - Buijs, Gilissen, Sarpong - Hooi, Schalk, Lurling RESERVEBANK: Babos, De Roover, Bodor, Suk, Seuntjens, Verbeek, Poepon WISSELS: 46' Bodor Van der Weg 46' Seuntjens Lurling 80' Poepon Buijs |
| |                                             |                   |                                                                                                  | | |

Afwezig: Zwinkels (blessure), Țîră, Zuiverloon (niet speelgerechtigd)

Opmerkelijk: Kevin Jansen viel geblesseerd uit met een zware kruisbandblessure. Michiel Kramer maakte zijn eerste doelpunt voor ADO. Rydell Poepon, verhuurd door ADO, viel in voor NAC.
| 4e speelronde | ADO Den Haag              | 0 - 4 (0 - 2)           | Roda JC Kerkrade                                                                                              | Selectie ADO Den Haag: | Selectie Roda JC Kerkrade: (T: Ruud Brood) |
| za. 24 augustus 2013 Aanvangstijd: 19:45 uur Plaats: Den Haag Kyocera Stadion Toeschouwers: 9.850 Scheidsrechter: Higler Verslag | Holla 21' Beugelsdijk 75' | 0 - 1 0 - 2 0 - 3 0 - 4 | 21' Kali 25' Luijckx (Höcher) 29' Kurto 44' Dijkhuizen (Németh) 53' Fledderus 75' Luijckx 76' Donald (Höcher) | BASISOPSTELLING: Coutinho - Malone, Wormgoor, Beugelsdijk, Supusepa - Van Haaren, Holla , Meijers - Schet, Van Duinen, Cabral RESERVEBANK: De Zwart, Zuiverloon, Bakker, Gehrt, Gouriye, Kramer, Esajas WISSELS: 46' Zuiverloon Supusepa 66' Kramer Van Haaren 82' Gehrt Schet | BASISOPSTELLING: Kurto - Dijkhuizen, Luijckx, Biemans, Van Peppen - Höcher, Pluim, Donald, Kali, Fledderus - Németh RESERVEBANK: Roox, Wijnen, Bonevacia, Sutchuin, Paulissen, Hupperts, Demouge WISSELS: 80' Demouge Németh 82' Bonevacia Kali 82' Hupperts Höcher |
| |                           |                         | | | |

Afwezig: Jansen, Zwinkels (blessure), Țîră (niet speelgerechtigd)

Opmerkelijk: Mathias Gehrt en Gianni Zuiverloon maakten hun ADO-debuut.
| 5e speelronde | Heracles Almelo | 1 - 0 (1 - 0) | ADO Den Haag                         | Selectie ADO Den Haag: | Selectie Heracles Almelo: (T: Jan de Jonge) |
| za. 31 augustus 2013 Aanvangstijd: 19:45 uur Plaats: Almelo Polman Stadion Toeschouwers: 8.311 Scheidsrechter: Kamphuis Verslag | Davidson 31'    | 1 - 0         | 33' Zuiverloon 69' Malone 71' Malone | BASISOPSTELLING: Coutinho - Malone, Zuiverloon, Wormgoor, Meijers - Gehrt, Holla , Van Haaren - Gouriye, Van Duinen, Cabral RESERVEBANK: De Zwart, Beugelsdijk, Supusepa, Bakker, Schet, Kramer, Esajas WISSELS: 61' Kramer Cabral 61' Esajas Gouriye 84' Beugelsdijk Gehrt | BASISOPSTELLING: Pasveer - Koenders, Te Wierik, Schenkeveld, Davidson - Quansah, Rienstra, Duarte - Rosheuvel, Tannane, Linssen RESERVEBANK: Telgenkamp, Veldmate, Dorda, Bruns, Kangaskolkka, Navrátil, Gyasi WISSELS: 70' Kangaskolkka Tannane 82' Bruns Rosheuvel 90+3' Gyasi Duarte |
| |                 |               |                                      | | |

Afwezig: Jansen, Zwinkels (blessure), Țîră (niet speelgerechtigd)

Opmerkelijk: Malcolm Esajas maakte zijn ADO-debuut.

#### September
| 7e speelronde¹ | ADO Den Haag                 | 1 - 1 (0 - 0) | NEC Nijmegen                                                                   | Selectie ADO Den Haag: | Selectie NEC Nijmegen: (T: Anton Janssen) |
| za. 21 september 2013 Aanvangstijd: 19:45 uur Plaats: Den Haag Kyocera Stadion Toeschouwers: 8.100 Scheidsrechter: Vink Verslag | Gehrt (Alberg) 56' Holla 89' | 1 - 0 1 - 1   | 55' Jahanbakhsh 62' Jantscher 70' Cmovs 74' Hemlein (Pálsson) 90+3' Van Eijden | BASISOPSTELLING: Coutinho - Zuiverloon, Wormgoor, Beugelsdijk, Meijers - Gehrt, Holla , Van Haaren - Alberg, Van Duinen, Cabral RESERVEBANK: De Zwart, Supusepa, Buwalda, Gouriye, Kramer, Țîră, Esajas WISSELS: 76' Kramer Gehrt 81' Supusepa Cabral | BASISOPSTELLING: Johnsson - Vermijl, Van Eijden, Cmovs, Conboy - Štefánik, Pálsson, Foor - Jahanbakhsh, Hemlein, Jantscher RESERVEBANK: Gentenaar, Breuer, Koolwijk, Stutter, Roorda, Tutuarima WISSELS: 65' Koolwijk Jahanbakhsh |
| |                              |               |                                                                                | | |

Afwezig: Malone (schorsing), Jansen, Schet, Zwinkels (blessure), Kanon (niet speelgerechtigd)

Opmerkelijk: Roland Alberg maakte zijn ADO-debuut.
| 8e speelronde¹ | Feyenoord                                                               | 4 - 2 (2 - 0)                       | ADO Den Haag                                                                      | Selectie ADO Den Haag: | Selectie Feyenoord: (T: Ronald Koeman) |
| zo. 29 september 2013 Aanvangstijd: 14:30 uur Plaats: Rotterdam De Kuip Toeschouwers: 41.000 Scheidsrechter: Gözübüyük Verslag | Pellè 7' Martins Indi (Pellè) 45' Pellè (Nelom) 54' Pellè (penalty) 63' | 1 - 0 2 - 0 3 - 0 4 - 0 4 - 1 4 - 2 | 35' Supusepa 50' Van Duinen 73' Kramer 84' Van Haaren 88' Clasie (eigen doelpunt) | BASISOPSTELLING: Coutinho - Malone, Zuiverloon, Beugelsdijk, Supusepa - Gehrt, Van Haaren, Meijers - Alberg, Van Duinen, Cabral RESERVEBANK: De Zwart, Buwalda, Bakker, Merencia, Gouriye, Kramer, Esajas WISSELS: 46' Kramer Cabral 57' De Zwart Coutinho 87' Bakker Alberg | BASISOPSTELLING: Mulder - Janmaat, De Vrij, Martins Indi, Nelom - Immers, Clasie, Vilhena - Schaken, Pellè, Boëtius RESERVEBANK: Lamprou, Van Beek, Kongolo, Vormer, Goossens, Verhoek, Armenteros WISSELS: 56' Armenteros Schaken 64' Goossens Boëtius 77' Kongolo Martins Indi |
| |                                                                         |                                     |                                                                                   | | |

Afwezig: Holla, Jansen, Schet, Wormgoor, Zwinkels (blessure), Kanon (niet speelgerechtigd)

Opmerkelijk: Keeper Gino Coutinho viel in de 57e minuut geblesseerd uit. In de 79e minuut miste Mike van Duinen een strafschop.
¹ = De wedstrijd ADO-Vitesse werd pas op 2 oktober gespeeld in plaats van 14 september.

#### Oktober
| 6e speelronde¹ | ADO Den Haag                                              | 2 - 1 (1 - 0)     | Vitesse                           | Selectie ADO Den Haag: | Selectie Vitesse: (T: Peter Bosz) |
| wo. 2 oktober 2013 Aanvangstijd: 15:30 uur Plaats: Den Haag Kyocera Stadion Toeschouwers: 9.080 Scheidsrechter: Braamhaar Verslag | Kramer (Malone) 7' Holla 39' Gehrt 42' Gehrt (Kramer) 70' | 1 - 0 1 - 1 2 - 1 | 65' Pröpper (Janssen) 70' Leerdam | BASISOPSTELLING: Coutinho - Malone, Zuiverloon, Beugelsdijk, Meijers - Gehrt, Holla , Alberg - Gouriye, Kramer, Van Duinen RESERVEBANK: De Zwart, Buwalda, Supusepa, Bakker, Van Haaren, Cabral, Esajas WISSELS: 69' Van Haaren Holla 77' Bakker Kramer 90+1' Supusepa Alberg | BASISOPSTELLING: Velthuizen - Leerdam, Kasjia, Van der Heijden, Van der Struijk - Pröpper, Janssen , Piazon - Ibarra, Havenaar, Qazaishvili RESERVEBANK: Meerits, Mori, Vejinović, Francisco Júnior, Kakuta, Atsu WISSELS: 46' Francisco Júnior Qazaishvili 74' Kakuta Ibarra 74' Vejinović Van der Heijden |
| |                                                           |                   |                                   | | |

Afwezig: Jansen, Schet, Wormgoor, Zwinkels (blessure), Kanon (niet speelgerechtigd)
| 10e speelronde¹ | PEC Zwolle | 6 - 1 (3 - 0)                             | ADO Den Haag                                   | Selectie ADO Den Haag: | Selectie PEC Zwolle: (T: Ron Jans) |
| zo. 20 oktober 2013 Aanvangstijd: 14:30 uur Plaats: Zwolle IJsseldeltastadion Toeschouwers: 12.089 Scheidsrechter: Van Boekel Verslag | Broerse 14' Saymak (Klich) 22' Saymak (Klich) 38' Benson (Klich) 45' Benson 54' Van Polen 81' Hiwat (Saymak) 89' | 1 - 0 2 - 0 3 - 0 4 - 0 4 - 1 5 - 0 6 - 0 | 49' Gouriye 65' Gehrt (Beugelsdijk) 74' Kramer | BASISOPSTELLING: Coutinho - Malone, Beugelsdijk, Bakker, Meijers - Gehrt, Alberg , Van Haaren - Gouriye, Kramer, Van Duinen RESERVEBANK: De Zwart, Zuiverloon, Buwalda, Supusepa, Merencia, Țîră, Esajas WISSELS: 12' De Zwart Coutinho 64' Merencia Alberg 88' Buwalda Beugelsdijk | BASISOPSTELLING: Begois - Van Polen, Lachman, Broerse, Achenteh - Mokotjo, Klich, Saymak - Nijland, Benson, Hiwat RESERVEBANK: Ter Wielen, Van der Werff, Van Hintum, Labylle, Eloisghiri, Thomas, Fernandez WISSELS: 68' Van der Werff Broerse 68' Fernandez Nijland 76' Van Hintum Achenteh |
| | |                                           |                                                | | |

Afwezig: Cabral (ziek), Holla, Jansen, Schet, Wormgoor, Zwinkels (blessure), Kanon (niet speelgerechtigd)

Opmerkelijk: Keeper Gino Coutinho viel uit met een hoofdblessure. Danny Bakker had voor de eerste keer in zijn carrière een basisplaats.
| 11e speelronde¹ | ADO Den Haag                                                                         | 3 - 2 (0 - 0)                 | FC Twente | Selectie ADO Den Haag: | Selectie FC Twente: (T: Michel Jansen) |
| za. 26 oktober 2013 Aanvangstijd: 18:45 uur Plaats: Den Haag Kyocera stadion Toeschouwers: 10.823 Scheidsrechter: Van Sichem Verslag | Bakker 39' Bakker (Holla) 51' Gouriye (Gehrt) 55' Alberg 66' Van Duinen 88' Țîră 90' | 1 - 0 2 - 0 2 - 1 2 - 2 3 - 2 | 22' Koppers 37' Bengtsson 65' Djordjevic 66' Bjelland 69' Castaignos (Tadić) 76' Rosales (Djordjevic) 80' Castaignos 85' Marsman | BASISOPSTELLING: Coutinho - Malone, Beugelsdijk, Bakker, Meijers - Gehrt, Holla , Alberg - Gouriye, Kramer, Van Duinen RESERVEBANK: Meeuwissen, Buwalda, Supusepa, Van Haaren, Merencia, Cabral, Țîră WISSELS: 75' Țîră Kramer 81' Van Haaren Gouriye 90' Supusepa Alberg | BASISOPSTELLING: Marsman - Rosales, Bengtsson , Bjelland, Koppers - Gutiérrez, Tadić, Ebecilio - Promes, Castaignos, Mokhtar RESERVEBANK: Plattel, Martina, Wisgerhof, Schilder, Eghan, Corona, Djordjevic WISSELS: 63' Corona Ebecilio 63' Djordjevic Mokhtar 83' Schilder Koppers |
| |                                                                                      |                               | | | |

Afwezig: Jansen, Schet, Wormgoor, Zuiverloon, De Zwart, Zwinkels (blessure), Kanon (niet speelgerechtigd)

Opmerkelijk: Vierde doelman Bas Meeuwissen zat door de blessures van Robert Zwinkels en Martijn de Zwart op de bank bij ADO. Voor FC Twente-verdediger Dico Koppers was dit een terugkeer in Den Haag sinds zijn transfer.
¹ = De wedstrijd ADO-Vitesse werd pas op 2 oktober gespeeld in plaats van 14 september. De wedstrijd ADO-SC Heerenveen werd pas op 4 december gespeeld in plaats van 5 oktober.

#### November
| 12e speelronde | AZ                         | 2 - 0 (1 - 0) | ADO Den Haag | Selectie ADO Den Haag: | Selectie AZ: (T: Dick Advocaat) |
| za. 2 november 2013 Aanvangstijd: 19:45 uur Plaats: Alkmaar AFAS Stadion Toeschouwers: 15.379 Scheidsrechter: Björn Kuipers | Gudelj 42' Gudmundsson 65' | 1 - 0 2 - 0   | 75' Kramer   | BASISOPSTELLING: Coutinho, Malone, Beugelsdijk, Zuiverloon, Holla, Meijers, Gehrt, Bakker, Van Duinen, Kramer, Cabral WISSELS: 80' Van Haaren Zuiverloon | BASISOPSTELLING: Esteban, Johansson, Gouweleeuw, Viergever, Wuytens, Gudelj, Martens, Ortiz, Guðmundsson, Jóhannsson, Beerens WISSELS: 88' Elm Martens |
| |                            |               |              | | |

| 13e speelronde | ADO Den Haag                                            | 3 - 0 (2 - 0)     | SC Cambuur            | Selectie ADO Den Haag: | Selectie SC Cambuur: (T: Dwight Lodeweges) |
| za. 9 november 2013 Aanvangstijd: 20:45 uur Plaats: Den Haag Kyocera Stadion Toeschouwers: 9.810 Scheidsrechter: Ed Janssen | Gehrt 13' Kramer 31' Van Duinen 32' Gehrt 49' Gehrt 71' | 1 - 0 2 - 0 3 - 0 | 29' Bijker 76' Bakker | BASISOPSTELLING: Coutinho, Malone, Beugelsdijk, Zuiverloon, Holla, Meijers, Gehrt, Alberg, Van Duinen, Kramer, Cabral WISSELS: 77' Gouriye Kramer 82' Bakker Zuiverloon 86' Esajas Cabral | BASISOPSTELLING: Nienhuis, Droste, Van der Laan, Bijker, Leeuwin, Bakker, El Makrini, Ritzmaier, Brands, Lukoki, Cristovão WISSELS: 39' Pereira Bijker 69' Van Moorsel Ritzmaier 77' Schokker Brands |
| |                                                         |                   |                       | | |

| 14e speelronde | FC Utrecht                                                                                    | 3 - 0 (2 - 0)     | ADO Den Haag              | Selectie ADO Den Haag: | Selectie FC Utrecht: (T: Jan Wouters) |
| zo. 24 november 2013 Aanvangstijd: 12:30 uur Plaats: Utrecht Stadion Galgenwaard Toeschouwers: 13.800 Scheidsrechter: Kevin Blom | De Ridder 22' De Ridder 41' Ayoub 45' Heerings 53' Takagi 31' Van der Maarel 75' Heerings 79' | 1 - 0 2 - 0 3 - 0 | 30' Malone 87' Zuiverloon | BASISOPSTELLING: Coutinho, Malone, Beugelsdijk, Zuiverloon, Holla, Meijers, Gehrt, Alberg, Van Duinen, Kramer, Cabral WISSELS: 61' Van Haaren Holla 66' Wormgoor Malone 83' Schet Beugelsdijk | BASISOPSTELLING: Ruiter, Van der Maarel, Bulthuis, Markiet, Heerings, Toornstra, Ayoub, Takagi, Pappot, Oar, De Ridder WISSELS: 61' Duplan Oar 77' Derijck Pappot |
| |                                                                                               |                   |                           | | |

#### December
| 15e speelronde | ADO Den Haag                              | 0 - 4 (0 - 2)           | AFC Ajax                                                                            | Selectie ADO Den Haag: | Selectie AFC Ajax: (T: Frank de Boer) |
| zo. 1 december 2013 Aanvangstijd: 12:30 uur Plaats: Den Haag Kyocera Stadion Toeschouwers: 13.236 Scheidsrechter: Reinold Wiedemeijer | Zuiverloon 12' Kramer 20' Beugelsdijk 54' | 0 - 1 0 - 2 0 - 3 0 - 4 | 10' Klaassen 33' Van Rhijn 34' Fischer 49' Blind 61' Schöne 68' Van Rhijn 90' Krkić | BASISOPSTELLING: Coutinho, Malone, Wormgoor, Beugelsdijk, Zuiverloon, Meijers, Gehrt, Alberg, Van Duinen, Kramer, Cabral WISSELS: 76' Schet Kramer 76' Gouriye Alberg | BASISOPSTELLING: Cillessen, Van Rhijn, Veltman, Denswil, Duarte, Blind, Klaassen, Serero, Fischer, Schöne, Hoesen WISSELS: 67' Krkic Schöne 82' Poulsen Klaassen 85' Moisander Blind |
| |                                           |                         |                                                                                     | | |

| 9e speelronde | ADO Den Haag                          | 1 - 1 (0 - 0) | SC Heerenveen                                   | Selectie ADO Den Haag: | Selectie SC Heerenveen: (T: Marco van Basten) |
| wo. 4 december 2013 Aanvangstijd: 18:45 uur Plaats: Den Haag Kyocera Stadion Toeschouwers: 7.940 Scheidsrechter: Bas Nijhuis                 | Meijers 17' Malone 56' Van Duinen 70' | 1 - 0 1 - 1   | 24' Ziyech 60' Van Anholt 85' Otigba 90' Otigba | BASISOPSTELLING: Coutinho, Malone, Wormgoor, Meijers, Gehrt, Bakker, Van Haaren, Alberg, Van Duinen, Gouriye, Cabral WISSELS: 88' Supusepa Gouriye 90' Schet Cabral | BASISOPSTELLING: Nordfeldt, Otigba, Dijks, Van Anholt, Kruiswijk, De Kamps, De Roon, Ziyech, Finnbogason, Slagveer, Başacıkoğlu WISSELS: 72' Wildschut Slagveer 81' Van La Parra Ziyech 86' Zomer De Kamps |
| - Wedstrijd stond oorspronkelijk gepland voor 5 oktober 2013 20:45 uur, maar werd wegens een onbespeelbaar veld bij ADO Den Haag uitgesteld. |                                       |               |                                                 | | |

| 16e speelronde | FC Groningen                                          | 1 - 2 (0 - 1)     | ADO Den Haag                                                 | Selectie ADO Den Haag: | Selectie FC Groningen: (T: Erwin van de Looi) |
| zo. 8 december 2013 Aanvangstijd: 14:30 uur Plaats: Groningen Euroborg Toeschouwers: 18.831 Scheidsrechter: Serdar Gözübüyük | Letschert 60' Adorján 65' Kappelhof 79' Kappelhof 84' | 0 - 1 1 - 1 1 - 2 | 32' Kramer 45' Gehrt 80' Coutinho 83' Beugelsdijk 90' Alberg | BASISOPSTELLING: Coutinho, Malone, Wormgoor, Beugelsdijk, Zuiverloon, Meijers, Gehrt, Bakker, Van Haaren, Van Duinen, Kramer WISSELS: 75' Alberg Kramer | BASISOPSTELLING: Bizot, Kappelhof, Botteghin, Letschert, Wijnaldum, Kieftenbeld, Chery, Hiariej, Kostić, Kirm, Živković WISSELS: 60' Adorján Hiariej 60' De Leeuw Chery 79' Texeira Letschert |
| |                                                       |                   |                                                              | | |

| 17e speelronde | ADO Den Haag                   | 1 - 2 (0 - 1)     | RKC Waalwijk                                         | Selectie ADO Den Haag: | Selectie RKC Waalwijk: (T: Erwin Koeman) |
| za. 14 december 2013 Aanvangstijd: 19:45 uur Plaats: Den Haag Kyocera Stadion Toeschouwers: 12.113 Scheidsrechter: Ed Janssen | Zuiverloon 86' Beugelsdijk 89' | 0 - 1 0 - 2 1 - 2 | 7' Anderson 17' Sno 60' Duits 82' Anderson 85' Najah | BASISOPSTELLING: Coutinho, Malone, Wormgoor, Beugelsdijk, Zuiverloon, Meijers, Gehrt, Bakker, Van Haaren, Van Duinen, Kramer WISSELS: 68' Alberg Van Haaren | BASISOPSTELLING: Van Dijk, Van Hoevelen, Amieux, Gouano, Apau, Jungschläger, Braber, Duits, Anderson, Sno, Joachim WISSELS: 69' Najah Sno 73' Tavares Duits 87' Van Mosselveld Joachim |
| |                                |                   |                                                      | | |

| 18e speelronde | PSV                           | 2 - 0 (2 - 0) | ADO Den Haag                                         | Selectie ADO Den Haag: | Selectie PSV: (T: Phillip Cocu) |
| zo. 22 december 2013 Aanvangstijd: 16:30 uur Plaats: Eindhoven Philips Stadion Toeschouwers: 32.000 Scheidsrechter: Tom van Sichem                                 | Locadia (pen) 33' Locadia 41' | 1 - 0 2 - 0   | 19' Van Duinen 31' Coutinho 32' Wormgoor 45' Meijers | BASISOPSTELLING: Coutinho, Malone, Wormgoor, Beugelsdijk, Zuiverloon, Meijers, Gehrt, Bakker, Van Haaren, Van Duinen, Gouriye WISSELS: 22' Alberg Gehrt 32' De Zwart Gouriye | BASISOPSTELLING: Zoet, Rekik, Bruma, Arias, Willems, Hendrix, Maher, Park, Hiljemark, Locadia, Depay WISSELS: 65' Narsingh Hiljemark 82' De Leeuw Depay |
| - Assistent-trainer Henk Fraser (ADO Den Haag) werd in de 45e minuut naar de tribune gestuurd. - Beugelsdijk (ADO Den Haag) miste in de 90e minuur een strafschop. |                               |               |                                                      | | |

#### Januari
| 19e speelronde | N.E.C.                                                                            | 3 - 1 (2 - 1)           | ADO Den Haag                                                        | Selectie ADO Den Haag: | Selectie NEC: (T: Anton Janssen) |
| zo. 19 januari 2014 Aanvangstijd: 12:30 uur Plaats: Nijmegen Goffertstadion Toeschouwers: 10.550 Scheidsrechter: Danny Makkelie | Haitz 29' Conboy 31' Vermijl 35' Rieks 44' Van Eijden 67' Van Eijden 70' Foor 82' | 1 - 0 1 - 1 2 - 1 3 - 1 | 17' Holla 18' Van Duinen 30' Malone 33' (pen) Holla 90' Beugelsdijk | BASISOPSTELLING: Zwinkels, Malone, Wormgoor, Beugelsdijk, Zuiverloon, Holla, Meijers, Van Haaren, Alberg, Van Duinen, Gouriye WISSELS: 36' Supusepa Wormgoor 70' Schet Supusepa | BASISOPSTELLING: Johnsson, Van Eijden, Haitz, Conboy, Vermijl, Koolwijk, Rieks, Štefánik, Jantscher, Hemlein, Higdon WISSELS: 64' Foor Jantscher 84' Castillion Higdon |
| |                                                                                   |                         |                                                                     | | |

| 20e speelronde | ADO Den Haag                                               | 3 - 2 (2 - 0)                 | Feyenoord                       | Selectie ADO Den Haag: | Selectie Feyenoord: (T: Ronald Koeman) |
| za. 25 januari 2014 Aanvangstijd: 18:45 uur Plaats: Den Haag Kyocera Stadion Toeschouwers: 12.789 Scheidsrechter: Björn Kuipers | Beugelsdijk 36' Bakker 45' Alberg 77' Schet 85' Alberg 90' | 1 - 0 2 - 0 2 - 1 2 - 2 3 - 2 | 68' Clasie 74' Pellè 82' Mulder | BASISOPSTELLING: Coutinho, Malone, Beugelsdijk, Zuiverloon, Holla, Meijers, Bakker, Van Haaren, Alberg, Van Duinen, Schet WISSELS: 86' Kanon Bakker 90' Merencia Schet | BASISOPSTELLING: Mulder, Janmaat, De Vrij, Mathijsen, Martins Indi, Clasie, Immers, Boëtius, Pellè, Goossens, Schaken WISSELS: 46' Armenteros Schaken 54' Nelom Mathijsen 82' Te Vrede Boëtius |
| |                                                            |                               |                                 | | |

#### Februari
| 21e speelronde | SC Heerenveen                                                               | 3 - 0 (0 - 0)     | ADO Den Haag                          | Selectie ADO Den Haag: | Selectie SC Heerenveen: (T: Marco van Basten) |
| za. 1 februari 2014 Aanvangstijd: 18:45 uur Plaats: Heerenveen Abe Lenstra Stadion Toeschouwers: 21.000 Scheidsrechter: Serdar Gözübüyük | Van Anholt 45' Otigba 58' Otigba 65' Finnbogason (pen) 68' Van La Parra 90' | 1 - 0 2 - 0 3 - 0 | 19' Van Haaren 51' Schet 58' Coutinho | BASISOPSTELLING: Coutinho, Malone, Beugelsdijk, Zuiverloon, Holla, Meijers, Bakker, Van Haaren, Alberg, Van Duinen, Schet WISSELS: 62' Kramer Bakker | BASISOPSTELLING: Nordfeldt, Otigba, Kum, Dijks, Van Anholt, De Roon, Van den Berg, Ziyech, Finnbogason, Başacıkoğlu, Lurling WISSELS: 64' Van La Parra Lurling 90' Sinkgraven Ziyech |
| |                                                                             |                   |                                       | | |

| 22e speelronde | ADO Den Haag | 0 - 3 (0 - 2)     | Heracles Almelo            | Selectie ADO Den Haag: | Selectie Heracles Almelo: (T: Jan de Jonge) |
| di. 4 februari 2014 Aanvangstijd: 19:45 uur Plaats: Den Haag Kyocera Stadion Toeschouwers: 10.343 Scheidsrechter: Dennis Higler | Alberg 88'   | 0 - 1 0 - 2 0 - 3 | 2' Linssen 34' Uth 57' Uth | BASISOPSTELLING: Coutinho, Malone, Beugelsdijk, Zuiverloon, Holla, Meijers, Van Haaren, Alberg, Van Duinen, Schet, Kramer WISSELS: 46' Gouriye Van Haaren 85' Kanon Gouriye | BASISOPSTELLING: Pasveer, Schenkeveld, Veldmate, Davidson, Te Wierik, Bel Hassani, Rienstra, Cziommer, Rosheuvel, Linssen, Uth WISSELS: 50' Tannane Linssen 78' Bruns Cziommer 84' Amoah Uth |
| |              |                   |                            | | |

| 23e speelronde | Vitesse                                                    | 0 - 0 (0 - 0) | ADO Den Haag                          | Selectie ADO Den Haag: (T: Henk Fraser) | Selectie Vitesse: (T: Peter Bosz) |
| vr. 7 februari 2014 Aanvangstijd: 20:00 uur Plaats: Arnhem GelreDome Toeschouwers: 16.753 Scheidsrechter: Van Boekel Verslag | Pröpper 40' Van der Struijk 58' Labyad 70' Van Aanholt 80' |               | 49' Bakker 58' Alberg 74' Beugelsdijk | BASISOPSTELLING: Coutinho - Zuiverloon, Wormgoor, Beugelsdijk, Meijers - Malone, Holla , Bakker - Schet, Van Duinen, Alberg RESERVEBANK: Zwinkels, Kanon, Buwalda, Merencia, Van Haaren, Kramer, Cabral WISSELS: 76' Van Haaren Bakker 90+1' Kanon Alberg | BASISOPSTELLING: Velthuizen - Van der Struijk, Kasjia , Van der Heijden, Van Aanholt - Traoré, Vejinović, Pröpper, Ibarra, Piazón, Atsu RESERVEBANK: Room, Mori, Qazaishvili, Labyad, Havenaar, Djordjevic WISSELS: 46' Labyad Vejinović 66' Havenaar Traoré 88' Djurdjevic Piazón |
| |                                                            |               |                                       | | |

Afwezig: Gehrt, Gouriye, Jansen, Wildschut (blessure)
| 24e speelronde | Roda JC Kerkrade | 0 - 1 (0 - 0) | ADO Den Haag | Selectie ADO Den Haag: | Selectie Roda JC Kerkrade: (T: Jon Dahl Tomasson) |
| za. 15 februari 2014 Aanvangstijd: 19:45 uur Plaats: Kerkrade Parkstad Limburg Stadion Toeschouwers: 13.997 Scheidsrechter: Blom Verslag |                  | 0 - 1         | 53' Schet    | BASISOPSTELLING: Zwinkels - Zuiverloon, Wormgoor, Bakker, Meijers - Malone, Holla , Gehrt - Schet, Van Duinen, Wildschut RESERVEBANK: De Zwart, Kanon, Buwalda, Merencia, Van Haaren, Kramer, Cabral WISSELS: 81' Van Haaren Wildschut 88' Kramer Gehrt 90' Kanon Holla | BASISOPSTELLING: Kurto - Letschert, Luijckx, Ramos, Van Peppen - Kali , Sutchuin - Hupperts, Donald, Paulissen - Pluim RESERVEBANK: Prus, Monteyne, Bonevacia, Bösing, Jacobs, Shkurtaj, Höcher WISSELS: 63' Bonevacia Sutchuin 78' Shkurtaj Ramos 81' Höcher Paulissen |
| |                  |               |              | | |

Afwezig: Alberg, Beugelsdijk (schorsing), Coutinho, Gouriye, Jansen (blessure)
| 25e speelronde | ADO Den Haag                                                                           | 3 - 2 (2 - 1)                 | Go Ahead Eagles                                                   | Selectie ADO Den Haag: | Selectie Go Ahead Eagles: (T: Foeke Booy) |
| vr. 21 februari 2014 Aanvangstijd: 20:00 uur Plaats: Den Haag Kyocera Stadion Toeschouwers: 11.186 Scheidsrechter: Liesveld Verslag | Van Duinen (Beugelsdijk) 5' Bakker (Holla) 12' Alberg (Schet) 52' Bakker 69' Schet 89' | 1 - 0 2 - 0 2 - 1 3 - 1 3 - 2 | 23' Zuiverloon (eigen doelpunt) 73' Kolder (Houtkoop) 88' Vriends | BASISOPSTELLING: Zwinkels - Zuiverloon, Beugelsdijk, Bakker, Meijers - Malone, Holla , Gehrt - Schet, Van Duinen, Alberg RESERVEBANK: De Zwart, Wormgoor, Kanon, Merencia, Van Haaren, Wildschut, Cabral WISSELS: 46' Wildschut Gehrt 77' Wormgoor Bakker 90+2' Van Haaren Schet | BASISOPSTELLING: Andersen - Schmidt, Vriends, Van der Linden, Haps - Rijsdijk, Overgoor, Türüç - Antonia, Falkenburg, Godee RESERVEBANK: Ter Mate, Amevor, Schenk, Lambooij, Azevedo, Kolder, Houtkoop WISSELS: 71' Houtkoop Godee 72' Kolder Rijsdijk 86' Amevor Van der Linden |
| |                                                                                        |                               |                                                                   | | |

Afwezig: Coutinho, Gouriye, Jansen, Kramer (blessure)

#### Maart
| 26e speelronde | ADO Den Haag | 1 - 1 (0 - 0) | NAC Breda                    | Selectie ADO Den Haag: | Selectie NAC Breda: (T: Nebojša Gudelj) |
| za. 1 maart 2014 Aanvangstijd: 19:45 uur Plaats: Den Haag Kyocera Stadion Toeschouwers: 10.139 Scheidsrechter: Makkelie Verslag | Alberg 63'   | 0 - 1 1 - 1   | 55' Hooi (Poepon) 77' Poepon | BASISOPSTELLING: Zwinkels - Zuiverloon, Wormgoor, Beugelsdijk, Meijers - Malone, Holla , Bakker - Schet, Van Duinen, Alberg RESERVEBANK: Coutinho, Kanon, Merencia, Gehrt, Van Haaren, Wildschut, Cabral WISSELS: 59' Wildschut Schet 76' Van Haaren Bakker 90+1' Kanon Wildschut | BASISOPSTELLING: Ten Rouwelaar - De Roover, Drost, Buijs, Van der Weg - Suk, Matić, Seuntjes - Verbeek, Poepon, Tighadouini RESERVEBANK: Babos, Swerts, Kwakman, Bodor, El Allouchi, Hooi, Sarpong WISSELS: 46' Hooi Verbeek 78' Kwakman Tighadouini 90+2' Swerts Suk |
| |              |               |                              | | |

Afwezig: Gouriye, Jansen, Kramer (blessure)

Opmerkelijk: De verhuurde Rydell Poepon deed ook in deze wedstrijd mee tegen ADO en gaf een assist.
| 27e speelronde | RKC Waalwijk                                      | 1 - 1 (1 - 1) | ADO Den Haag                                                | Selectie ADO Den Haag: | Selectie RKC Waalwijk: (T: Erwin Koeman) |
| zo. 9 maart 2014 Aanvangstijd: 12:30 uur Plaats: Waalwijk Mandemakers Stadion Toeschouwers: 5.226 Scheidsrechter: Nijhuis Verslag | Van Hoevelen 39' Castelen (Braber) 42' Braber 53' | 0 - 1 1 - 1   | 7' Holla 17' Alberg (Malone) 31' Beugelsdijk 90+1' Wormgoor | BASISOPSTELLING: Coutinho - Zuiverloon, Wormgoor, Beugelsdijk, Meijers - Malone, Holla , Gehrt - Schet, Van Duinen, Alberg RESERVEBANK: Zwinkels, Kanon, Bakker, Merencia, Van Haaren, Kramer, Cabral WISSELS: 66' Bakker Holla 90+2' Kanon Gehrt | BASISOPSTELLING: Seda - Apau, Van Hoevelen, Van Weert, Amieux - Sno, Duits, Braber - Castelen, Beauguel, Schet RESERVEBANK: Van Dijk, Ivens, Van Mosselveld, Anderson, Joachim, Peltzer WISSELS: 90+1' Joachim Beauguel |
| |                                                   |               |                                                             | | |

Afwezig: Gouriye, Jansen, Wildschut (blessure)

Opmerkelijk: Doordeweeks speelde Danny Bakker een wedstrijd voor Oranje onder 19 en zat Henk Fraser als assistent-trainer op de bank bij Jong Oranje. Mitchell Schet (ADO) speelde tegen zijn jongere broer Damiano Schet (RKC).
| 28e speelronde | ADO Den Haag                                                                 | 2 - 1 (0 - 0)     | FC Groningen                                                                          | Selectie ADO Den Haag: | Selectie FC Groningen: (T: Erwin van de Looi) |
| za. 15 maart 2014 Aanvangstijd: 19:45 uur Plaats: Den Haag Kyocera Stadion Toeschouwers: 10.877 Scheidsrechter: Wiedemeijer Verslag | Malone 8' Alberg (strafschop) 63' Wormgoor 71' Schet 85' Malone (Alberg) 89' | 1 - 0 1 - 1 2 - 1 | 51' Van Nieff 61' Botteghin 62' Bizot 70' Hateboer 78' Živković (Kostić) 90+5' Burnet | BASISOPSTELLING: Coutinho - Zuiverloon, Wormgoor , Beugelsdijk, Meijers - Malone, Bakker, Gehrt - Schet, Van Duinen, Alberg RESERVEBANK: Zwinkels, Kanon, Buwalda, Merencia, Van Haaren, Kramer, Cabral WISSELS: 84' Kramer Gehrt 90' Van Haaren Schet | BASISOPSTELLING: Bizot - Hateboer, Botteghin, Kappelhof, Burnet - Kieftenbeld, Chery, Van Nieff - Van der Velden, Živković, Kirm RESERVEBANK: Van der Leij, Wijnaldum, Hiariej, Lindgren, Adorján, Zeefuik, Kostić WISSELS: 63' Kostić Van der Velden 68' Wijnaldum Kirm 90+1' Zeefuik Van Nieff |
| |                                                                              |                   |                                                                                       | | |

Afwezig: Holla (schorsing), Gouriye, Jansen, Wildschut (blessure)

Opmerkelijk: ADO wist, naast Feyenoord en SC Heerenveen, als enige ploeg dit seizoen twee keer te winnen van FC Groningen.
| 30e speelronde¹ | ADO Den Haag                                                     | 1 - 1 (1 - 1) | PEC Zwolle                                            | Selectie ADO Den Haag: | Selectie PEC Zwolle: (T: Ron Jans) |
| zo. 30 maart 2014 Aanvangstijd: 16:30 uur Plaats: Den Haag Kyocera Stadion Toeschouwers: 11.711 Scheidsrechter: Kamphuis Verslag | Alberg (Meijers) 42' Beugelsdijk 56' Van Duinen 75' Wormgoor 76' | 0 - 1 1 - 1   | 21' Van der Werff (Van Hintum) 47' Saymak 50' Nijland | BASISOPSTELLING: Coutinho - Zuiverloon, Wormgoor, Beugelsdijk, Meijers - Bakker, Holla , Gehrt - Schet, Van Duinen, Alberg RESERVEBANK: Zwinkels, Kanon, Buwalda, Van Haaren, Kramer, Wildschut, Cabral WISSELS: 30' Wildschut Schet 74' Kramer Gehrt | BASISOPSTELLING: Begois - Gravenbeek, Van der Werff, Lachman, Van Hintum - Mokotjo, Nijland, Drost - Narsingh, Fernandez, Saymak RESERVEBANK: Ter Wielen, Fernandes Pereira, Klich, Karagounis, Hiwat, Benson, Mahmudov WISSELS: 46' Ter Wielen Begois 57' Karagounis Narsingh 84' Benson Nijland |
| |                                                                  |               |                                                       | | |

Afwezig: Malone (schorsing), Gouriye, Jansen (blessure)

#### April
| 29e speelronde¹ | FC Twente                                          | 1 - 1 (1 - 0) | ADO Den Haag        | Selectie ADO Den Haag: | Selectie FC Twente: (T: Michel Jansen) |
| wo. 02 april 2014 Aanvangstijd: 18:45 uur Plaats: Enschede Grolsch Veste Toeschouwers: 29.100 Scheidsrechter: Blom Verslag | Gutiérrez (Promes) 9' Bengtsson 64' Castaignos 88' | 1 - 0 1 - 1   | 82' Kramer (Malone) | BASISOPSTELLING: Coutinho - Zuiverloon, Wormgoor, Bakker, Meijers - Malone, Holla , Alberg - Schet, Kramer, Cabral RESERVEBANK: Zwinkels, Kanon, Buwalda, Van Haaren, Gehrt, Gouriye, Wildschut WISSELS: 59' Van Haaren Zuiverloon 78' Gouriye Cabral 81' Wildschut Schet | BASISOPSTELLING: Marsman - Martina, Bengtsson , Bjelland, Koppers - Gutiérrez, Brama, Ebecilio - Promes, Castaignos, Tadić RESERVEBANK: Stevens, Breukers, Schilder, Röseler, Corona, Børven, Mokhtar WISSELS: 81' Mokhtar Promes 85' Röseler Brama 90+2' Breukers Ebecilio |
| |                                                    |               |                     | | |

Afwezig: Beugelsdijk, Van Duinen (schorsing), Jansen (blessure)
| 31e speelronde | ADO Den Haag                                                                         | 4 - 1 (2 - 0)                 | FC Utrecht                                                         | Selectie ADO Den Haag: | Selectie FC Utrecht: (T: Jan Wouters) |
| zo. 06 april 2014 Aanvangstijd: 12:30 uur Plaats: Den Haag Kyocera Stadion Toeschouwers: 8.500 Scheidsrechter: Nijhuis Verslag | Holla 4' Alberg (Meijers) 31' Van Duinen (Kramer) 42' Schet 69' Kramer (Meijers) 75' | 1 - 0 2 - 0 3 - 0 4 - 0 4 - 1 | 4' De Ridder 24' De Ridder 32' Van der Gun 90' Toornstra (Diemers) | BASISOPSTELLING: Coutinho - Malone, Wormgoor, Beugelsdijk, Meijers - Bakker, Holla , Alberg - Schet, Kramer, Van Duinen RESERVEBANK: Zwinkels, Kanon, Buwalda, Van Haaren, Gehrt, Wildschut, Cabral WISSELS: 81' Kanon Wormgoor 84' Gehrt Alberg 84' Cabral Kramer | BASISOPSTELLING: Ruiter - Van der Maarel, Delpierre, Heerings, Bulthuis - Martensson, Sarota, Dorda, Toornstra - Van der Gun, De Ridder RESERVEBANK: Verhoeven, Markiet, Cortie, Quesada, Diemers, Mulenga, Agudelo WISSELS: 46' Agudelo Dorda 70' Mulenga Sarota 80' Diemers Van der Gun |
| |                                                                                      |                               |                                                                    | | |

Afwezig: Jansen, Zuiverloon (blessure)
| 32e speelronde | Ajax                                                                        | 3 - 2 (1 - 1)                 | ADO Den Haag                                                                        | Selectie ADO Den Haag: | Selectie Ajax: (T: Frank de Boer) |
| zo. 13 april 2014 Aanvangstijd: 16:30 uur Plaats: Amsterdam Amsterdam Arena Toeschouwers: 52.671 Scheidsrechter: Liesveld Verslag | Poulsen (Schöne) 35' Poulsen 41' Klaassen (Serero) 69' Serero (Poulsen) 79' | 1 - 0 1 - 1 2 - 1 3 - 1 3 - 2 | 31' Meijers 36' Denswil (eigen doelpunt) 43' Beugelsdijk 90+1' Beugelsdijk (Kramer) | BASISOPSTELLING: Coutinho - Malone, Wormgoor, Beugelsdijk, Meijers - Bakker, Holla , Alberg - Schet, Kramer, Van Duinen RESERVEBANK: Zwinkels, Kanon, Buwalda, Van Haaren, Gehrt, Wildschut, Cabral WISSELS: 62' Wildschut Schet 74' Kanon Bakker | BASISOPSTELLING: Cillessen - Ligeon, Veltman, Denswil, Boilesen - Klaassen, Poulsen , Serero - Schöne, Bojan, Sigthórsson RESERVEBANK: Vermeer, Moisander, Riedewald, Tete, Duarte, De Sa, Kishna WISSELS: 71' De Sa Bojan 84' Duarte Sigthórsson 90' Riedewald Boilesen |
| |                                                                             |                               |                                                                                     | | |

Afwezig: Jansen, Zuiverloon (blessure)

Opmerkelijk: Doordat hij na deze wedstrijd last kreeg van een enkelblessure, was dit de laatste wedstrijd die keeper Gino Coutinho speelde voor ADO.
| 33e speelronde | ADO Den Haag                                      | 2 - 1 (1 - 0)     | AZ                                               | Selectie ADO Den Haag: | Selectie AZ: (T: Dick Advocaat) |
| zo. 27 april 2014 Aanvangstijd: 14:30 uur Plaats: Den Haag Kyocera Stadion Toeschouwers: 14.756 Scheidsrechter: Kamphuis Verslag | Van Duinen 21' Beugelsdijk 25' Holla (Kramer) 80' | 1 - 0 2 - 0 2 - 1 | 62' Avdić 83' Henriksen (Berghuis) 89' Johansson | BASISOPSTELLING: Zwinkels - Malone, Zuiverloon, Beugelsdijk, Meijers - Bakker, Holla , Alberg - Schet, Kramer, Van Duinen RESERVEBANK: De Zwart, Wormgoor, Kanon, Van Haaren, Gehrt, Wildschut, Cabral WISSELS: 71' Gehrt Alberg 79' Wildschut Van Duinen 84' Wormgoor Zuiverloon | BASISOPSTELLING: Esteban - Johansson, Gouweleeuw, Viergever , Poulsen - Gudelj, Ortíz, Elm - Berghuis, Jóhannsson, Beerens RESERVEBANK: Verhulst, Wuytens, Reijnen, Gorter, Henriksen, Avdić, Gudmundsson WISSELS: 46' Gudmundsson Ortíz 60' Avdić Jóhannsson 78' Henriksen Elm |
| |                                                   |                   |                                                  | | |

Afwezig: Coutinho, Jansen (blessure)

Opmerkelijk: Deze zege op AZ was de 300ste thuisoverwinning in de historie van ADO Den Haag.
¹ = De wedstrijd FC Twente-ADO werd pas op 2 april gespeeld in plaats van 22 maart.

#### Mei
| 34e speelronde | SC Cambuur              | 1 - 2 (1 - 0)     | ADO Den Haag                            | Selectie ADO Den Haag: | Selectie SC Cambuur: (T: Henk de Jong) |
| za. 3 mei 2014 Aanvangstijd: 18:45 uur Plaats: Leeuwarden Cambuurstadion Toeschouwers: 9.955 Scheidsrechter: Van de Graaf Verslag | Leeuwin (Ritzmaier) 35' | 1 - 0 1 - 1 1 - 2 | 73' Kramer (Gehrt) 83' Kramer (Meijers) | BASISOPSTELLING: Zwinkels - Malone, Zuiverloon, Wormgoor, Meijers - Gehrt, Holla , Van Haaren - Schet, Kramer, Van Duinen RESERVEBANK: De Zwart, Kanon, Buwalda, Supusepa, Gouriye, Wildschut, Cabral WISSELS: 67' Gouriye Van Duinen 90' Kanon Gehrt | BASISOPSTELLING: Zeinstra - Droste, Leeuwin , Van der Laan, Bijker - El Makrini, Van Moorsel, Ritzmaier - Schepers, Barto, Ogbeche RESERVEBANK: Coremans, Dijkstra, Pereira, E. Bakker, Van Brakel, Hemmen, Feldballe WISSELS: 70' Hemmen Barto 86' Feldballe Ritzmaier 90' E. Bakker Van Moorsel |
| |                         |                   |                                         | | |

Afwezig: Beugelsdijk (schorsing), Alberg, Bakker, Coutinho, Jansen (blessure)

Opmerkelijk: Danny Holla speelde zijn laatste wedstrijd voor ADO. Verder debuteerde tijdens deze wedstrijd scheidsrechter Edwin van de Graaf in de Eredivisie. Naast de top 4 (Ajax, Feyenoord, FC Twente en PSV) wist alleen ADO dit seizoen in Leeuwarden van SC Cambuur te winnen. Ook was ADO naast FC Twente en Feyenoord de enige ploeg die dit seizoen SC Cambuur zelfs twee keer versloeg. Ook bleek dat Aaron Meijers als enige veldspeler in de Eredivisie dit seizoen geen minuut speeltijd had gemist.

## Voetnoten
ADO Den Haag ·
Ajax ·
AZ ·
SC Cambuur ·
Feyenoord ·
Go Ahead Eagles ·
FC Groningen ·
sc Heerenveen ·
Heracles Almelo ·
NAC Breda ·
N.E.C. ·
PEC Zwolle · 
PSV ·
RKC Waalwijk ·
Roda JC Kerkrade ·
FC Twente ·
FC Utrecht ·
Vitesse